# Шпион, который меня кинул
«Шпион, который меня кинул» (англ. The Spy Who Dumped Me) — американский комедийный фильм 2018 года режиссёра Сюзанны Фогель.

## Сюжет
В Лос-Анджелесе кассирша Одри Стокман (Мила Кунис) встречает свой день рождения в расстроенных чувствах после того, как её бросил парень Дрю (Джастин Теру). Её подружка и соседка по комнате, Морган Фримен (Кейт Маккиннон), убеждает сжечь все его вещи и заранее пишет ему сообщение в качестве предупреждения. Однако Одри и понятия не имеет, что Дрю — правительственный агент, которого преследуют неизвестные киллеры. Он обещает вернуться и просит её пока ничего не сжигать.
В магазине с Одри флиртует мужчина, который просит её проводить его до машины. Усадив кассиршу в фургон, мужчина представляется Себастьяном Хеншоу (Сэм Хьюэн). Они с напарником Даффером рассказывают, что Дрю работает в ЦРУ, вышел из-под контроля и пропал без вести. Одри утверждает, что они расстались, и не имеет представления о его местонахождении, её пока отпускают, установив наблюдение.
Дрю появляется за своими вещами, включая кубок по виртуальному футболу. Прибывшие агенты начинают стрелять в них, и он говорит Одри, что если погибнет, то она должна пойти в определённое кафе в Вене и отдать кубок его связному. Затем Дрю, на глазах у Одри, застрелили и столкнули с балкона.
Морган убеждает Одри отправиться в Вену. В кафе появляется Себастьян и под дулом пистолета требует кубок. Одри неохотно отдаёт его, прежде чем всё кафе подвергается нападению. Друзья убегают, преследуемые мужчинами на мотоциклах. Одри признается, что кубок Дрю всё ещё у неё, так как она подменила его одной из нескольких купленных ими подделок. Сев на поезд до Праги, они обнаруживают, что кубок содержит флешку. Морган звонит родителям, которые говорят ей, что они могут остаться в Праге у друга семьи Роджера.
Одри и Морган добираются до квартиры, но обнаруживают, что мнимый Роджер на самом деле шпион, который накачал их наркотиками и убил настоящего Роджера. Морган пытается проглотить флешку. После неудачной попытки Одри говорит похитителям, что смыла её в унитаз.
Девушки просыпаются связанными в заброшенном гимнастическом зале, где их начинает пытать Надежда Надежда (Иванна Сахно) — русская гимнастка, модель и киллер, обученная пожилой парой, ранее выдававшей себя за родителей Дрю. Себастьян героически спасает Одри и Морган, несмотря на приказ всех уничтожить. Он привозит их к своей начальнице в Париж, где они подтверждают Венди (Джиллиан Андерсон), что флешка была смыта в унитаз. Их хотят отправить обратно в Америку, а отстранённому от дел Себастьяну, поручают доставить их в аэропорт.
По дороге Себастьян объясняет, что родители Дрю на самом деле известные преступники, и он тайно договаривался с ними о продаже флешки, а Одри была частью его прикрытия. Одри признаётся, что спрятала флешку во влагалище. Когда Себастьяну не удаётся расшифровать информацию, Морган обращается за помощью к самому Эдварду Сноудену, и тот помогает им взломать флешку.
Трио отправляется в хостел в Амстердаме. Морган опять звонит родителям, их снова находит и нападает Даффер, бывший напарник Себастьяна, планируя продать флешку самостоятельно Скале, китайской триаде. Их спасает сосед по комнате, который думает, что их грабят, и случайно ломает Дафферу шею. 
Избавляясь от тела, трио находит смартфон Даффера, на который приходят сообщения от заказчика, Одри, сама отрезав палец Дафферу, разблокирует гаджет и соглашается продать флешку на частной вечеринке в Берлине.
Чтобы попасть на вечеринку, Одри и Себастьян выдают себя за канадского посла и его жену, предварительно их нейтрализовав. Морган присоединяется к труппе артистов Цирка дю Солей, имея за плечами цирковую школу в Нью-Джерси, выдаёт себя за гимнастку. На подвесных трапециях сталкивается с Надеждой, после ожесточённой схватки на высоте беспощадная наёмница падает и погибает. 

Тем временем Одри встречает удивительным образом ожившего Дрю, который пытается её убедить, что всё не так как выглядит, признаётся в любви и ищет в сумочке флешку. Приводят Себастьяна, взятого в заложники «родителями» Дрю. После перепалки Дрю расстреливает «родителей».
Мужчины обвиняют друга друга в измене и работе на Скалу. Дрю ранит Себастьяна в ногу, а Одри притворяется, что рада этому и завладевает его пистолетом. Когда он пытается напасть на неё, она сбивает его с ног, а Морган метает в него пушечное ядро из инсталляции. Дрю арестовывает прибывшая полиция.
Позже Себастьян отдаёт Морган свой неотслеживаемый телефон, чтобы сообщить её родителям, что она жива. Но, попав на начальницу Себастьяна, Морган умоляет взять её на работу шпионом и снять отстранение с Себастьяна. Тем временем Себастьян и Одри целуются.
Год спустя, во время празднования дня рождения Одри в Токио, выясняется, что её вечеринка с Морган была всего лишь уловкой, поскольку на самом деле это задание ЦРУ уничтожить группу якудза.

## В ролях
| Актёр                   | Роль                 |
| ----------------------- | -------------------- |
| Мила Кунис              | Одри Стокман         |
| Кейт Маккиннон          | Морган Фримен        |
| Сэм Хьюэн               | Себастьян Хеншоу     |
| Хасан Минхадж           | Даффер               |
| Иванна Сахно            | Надежда Гргуревиц    |
| Джастин Теру            | Дрю Тейер            |
| Джиллиан Андерсон       | Венди                |
| Фред Меламед            | Роджер               |
| Кев Адамс               | водитель такси Лукас |
| Оулавюр Дарри Оулафссон | финский турист       |
| Том Стоуртон            | Эдвард Сноуден       |

## Производство
Съёмки фильма начались в июле 2017 года в Будапеште.

## Критика
Фильм получил средние оценки от кинокритиков. На сайте Rotten Tomatoes у картины 50 % положительных рецензий на основе 171 отзыва со средней оценкой 5,3 из 10. На Metacriticе — 52 балла из 100 на основе 43 рецензий.